# صموئيل إدواردز
صموئيل إدواردز (بالإنجليزية: Sam Edwards)‏ (و. 1928 – 2015 م) هو فيزيائي نظري، وأستاذ جامعي، وفيزيائي من المملكة المتحدة، وويلز، ولد في سوانزي، وكان عضوًا في الجمعية الملكية، والأكاديمية الروسية للعلوم، والأكاديمية الوطنية للعلوم، والأكاديمية الفرنسية للعلوم، توفي في كامبريج، عن عمر يناهز 87 عاماً.

## التعليم
تعلم في جامعة هارفارد، وكلية غنفيل وكيوس.

## جوائز
حصل على جوائز منها:
- دكتوراة فخرية من جامعة تل أبيب (2006)
- ميدالية ديريك (2005)
- ميدالية ديراك للمركز الدولي للفيزياء النظرية [الإنجليزية]‏ (2005)
- قلادة ملكية (2001)
- الدكتوراة الفخرية من جامعة كامبريدج (2001)
- ميدالية بولتزمان [الإنجليزية]‏ (1995)
- الدكتوراه الفخرية من جامعة ستراسبورغ ‏ (1986)
- قلادة ديفي (1984)[7]
- الدكتوراه الفخرية من جامعة إدنبرة (1976)
- جائزة وميدالية ماكسويل  [لغات أخرى]‏ (1974)
- زميل في الجمعية الملكية
- زمالة الجمعية الأمريكية الفيزيائية
- زمالة الجمعية التعليمية في ويلز.